# Fiat Mini
Fiat Mini — это автомобильная платформа, используемая городскими автомобилями Fiat Group.

## Спецификация
Платформа Mini, разработанная в конце 1990-х годов в Турине, Италия, была адаптирована к городским автомобилям, продаваемым Fiat Group. Платформа Mini заменила старую платформу Panda (кодовый проект Type Zero; Tipo Zero на итальянском языке), выпущенную в 1980 году. Все компоненты были совершенно новыми и были созданы для адаптации к большему количеству типов небольших автомобилей (включая хэтчбек, кабриолет и кроссовер-внедорожник).). В раме широко используется высокопрочная сталь. Автомобили, построенные на платформе Mini, могут иметь как передний, так и полный привод, используя только передние поперечные двигатели. Стандартная версия имела платформу, предназначенную для передней подвески со стойками МакФерсон и задней подвески с торсионной балкой, но полноприводная версия была модернизирована с независимой задней подвеской на полуприцепных рычагах и электронным дифференциалом повышенного трения. Концептуальная версия использовалась в прототипе Fiat Ecobasic 1999 года, оснащенном небольшим двигателем 1.2 JTD Multijet, но первым серийным автомобилем на платформе стал Mk2 Fiat Panda в 2003 году — пятидверный хэтчбек с высокой крышей, позволявшей увеличить внутреннее пространство по сравнению с большинством конкурентов. Архитектура была разработана для производства Fiat в Польше, Chrysler в Мексике (когда Fiat 500 был адаптирован для продажи в США) и позже в Италии на заводе в Помильяно-д’Арко (когда там началось производство Fiat Panda Mk3). Платформа Mini имеет колесную базу 2299 мм в стандартной версии (2305 мм в версии 4х4), которая используется на Fiat Panda Mk2. В 2007 году на платформе появились два трехдверных хэтчбека меньшего размера: Fiat 500 и Ford Ka Mk2. Версия платформы с длинной колесной базой (2390 мм) использовалась в Lancia Ypsilon Mk3, выпущенном в 2011 году. В 2012 году было выпущено третье поколение Fiat Panda, снова использующее версию со стандартной колесной базой, но ранее с колесной базой 2305 мм используется только для режима 4х4. Автомобили на платформе Fiat Mini:
- 1999, Fiat Ecobasic (концепт-кар)
- 2003—2012, Fiat Panda Mk2
- 2005—2010, водородная Fiat Panda
- 2007-сейчас, Fiat 500
- 2008—2016, Ford Ka 2 поколения для Европы
- 2011—2024, Lancia Ypsilon 3 поколения (846)
- 2012-сейчас, Fiat Panda 3 поколения (319)

## Платформа Economic
Платформа Economic представляет собой шасси, созданное для небольших бюджетных автомобилей, производимых FCA в Южной Америке. Это новая платформа, впервые представленная на Fiat Uno (кодовый проект 327) при сборке в 2010 году в Бетиме, Бразилия. В Fiat заявили, что «Panda и Uno были рождены вместе по дизайну и имеют одну и ту же концепцию, но не имеют общих механических частей». Fiat утверждает, что в Uno на 82 % используются новые компоненты, основанные на старом Fiat Palio. Версия с длинной колесной базой также использовалась во втором поколении Palio (326) и Grand Siena (326 3V). В 2014 году Fiat представил бразильский Fiorino на базе модифицированного шасси Uno (327) с задней осью от пикапа Fiat Strada, а в 2016 году меньший Fiat Mobi представил новую версию платформы Economic с более низкой стоимостью. Преемником платформы FCA Economic стало новое шасси FCA MP1 (Modular Platform 1), представленное в 2017 году вместе с новым Fiat Argo. Автомобили на базе платформы Fiat Economic («Low Cost»):
- 2010—2021, Fiat Uno (327)
- 2011—2017, Fiat Palio (326)
- 2012—2021, Fiat Grand Siena (326) / Dodge Vision
- 2013-сейчас, Fiat Fiorino (327) / Ram ProMaster Rapid/Ram V700 Rapid
- 2016-сейчас, Fiat Mobi
- 2022-сейчас, Peugeot Partner Rapid (327)